# (2870) Haupt
Pour les articles homonymes, voir Haupt.
(2870) Haupt est un astéroïde de la ceinture principale.

## Description
(2870) Haupt est un astéroïde de la ceinture principale. Il fut découvert le 4 juin 1981 à la station Anderson Mesa par Edward L. G. Bowell. Il présente une orbite caractérisée par un demi-grand axe de 2,39 UA, une excentricité de 0,21 et une inclinaison de 4,2° par rapport à l'écliptique.

## Compléments